# Central Brasileira de Notícias
Central Brasileira de Notícias (conhecida pela sigla CBN) é uma rede de rádio brasileira, pertencente ao Sistema Globo de Rádio. Foi criada em 1.º de outubro de 1991 pelo jornalista Roberto Marinho, como projeto de rádio all news, ou seja, com programação jornalística 24 horas por dia, além de se dedicar às transmissões de futebol.

## História
A rede foi fundada em 1 de outubro de 1991, através da Rádio Excelsior de São Paulo e da  Rádio Eldorado do Rio de Janeiro, tendo como sua primeira afiliada a Rádio Cultura de Campinas, um mês depois. Dois anos mais tarde se expandiu para Belo Horizonte e Brasília.
Em abril de 2019, o SGR divulgou uma nota classificando como "boato" a possível mudança de nome da rede para GloboNews FM (em referência ao canal de TV por assinatura do grupo) após uma notícia publicada no blog do seu ex-funcionário, Sidney Rezende, e que havia sido replicada por Ricardo Feltrin, no site UOL. A matéria afirmava que a programação da rádio seria substituída pela retransmissão do canal televisivo.
Em agosto de 2020, dentro do projeto de reformulação e unificação de unidades do Grupo Globo, o comando da CBN e do Sistema Globo de Rádio passou a ser integrado ao da Editora Globo, que também passou a ficar responsável pelos jornais impressos do grupo (O Globo, Extra (jornal), Valor Econômico e Expresso). O objetivo é integrar mais os conteúdos da rádio com os outros veículos do Grupo. Com isso, Ricardo Gandour deixa a direção nacional de jornalismo da CBN, que passa a ser ocupada por Pedro Dias Leite, ex-redator-chefe da Época (revista).
Uma mudança de impacto trazida pela nova gestão foi a contratação de Rodrigo Bocardi, âncora da TV Globo, para apresentar o programa Ponto Final CBN, ao fim da tarde, substituindo o Jornal da CBN 2ª Edição. Ao lado dele, também é convidada a jornalista Carolina Morand, que já havia trabalhado mais de 20 anos na CBN Rio e estava atualmente na edição e apresentação do podcast Ao Ponto, do jornal O Globo. Outras mudanças foram as chegadas de Vera Magalhães, vinda da Jovem Pan e do Estadão passando a ser colunista do Ponto Final CBN e do jornal O Globo e de Carlos Andreazza, vindo da rival BandNews FM passando a apresentar nas manhãs o CBN em Foco ao lado de Marcela Lourenzetto na rede e o CBN Rio na capital carioca ao lado de Bianca Santos.

### Expansões
Em 3 de outubro de 2011, a rede CBN ganhou mais uma afiliada: a CBN Lages (antiga Rádio Globo Lages), pertencente ao Sistema Catarinense de Comunicações, que controla a afiliada do SBT Santa Catarina na cidade de Lages. Em 1.º de fevereiro de 2012, houve uma mudança de afiliação da CBN em João Pessoa, na Paraíba. A antiga Rádio Maná 920 AM, gerida pela Rede Paraíba de Comunicação, passa a transmitir a rede no lugar da CBN Correio, que tornou-se afiliada da Jovem Pan. Em novembro do mesmo ano, a afiliada da CBN em Fortaleza saiu do AM 1010 (substituída no mês seguinte pela Rádio Globo O Povo) para o FM 95,5 no lugar da Mix FM.
Em 2017 e 2018, a rede ganha novas afiliadas - a maioria fruto da migração AM/FM - em importantes cidades, como Aracaju, Campo Grande e Porto Velho.
Em janeiro de 2018, mais três afiliadas da CBN são inauguradas na Região Norte, substituindo as rádios de estilo popular da Rede Amazônica.  Em 1.º de agosto, a CBN entra na faixa FM de Belém, assumindo a frequência 102,3 que antes pertencia à afiliada local da Jovem Pan. Um mês depois, foram desligadas as frequências AM da CBN nas cidades de São Paulo, Rio de Janeiro e Belo Horizonte, com ambas passando a transmitir somente no FM. No dia 17 do mesmo mês, a CBN substituiu a Globo FM em Caruaru, PE, nos 89,9 a Rede Fronteira de Comunicação anunciou que a Rádio Princesa AM 1030 kHz migraria sua programação para 103,1 FM e, com isso, se tornará afiliada da CBN.

## Abuso sexual
Em julho de 2013, Airton Cordeiro começou a fazer diversas piadas impróprias para a estagiária Mariana Ceccon e em determinado momento sussurrou que “eu estou morrendo de tesão em você e ainda vou te montar, você vai ver”. A garota ficou sem reação no momento, porém o caso viralizou nas redes sociais e outras garotas relataram abusos. O jornal foi notificado porém não tomou providências, o que levou a uma greve dos funcionários. Ceccon denunciou o caso na Delegacia da Mulher em 23 de agosto e recebeu suporte do Sindicato dos Jornalistas do Paraná.
Cordeiro demitiu-se dizendo que tinha "pena" de Ceccon, ato que foi oficializado pela rádio. Ele havia sido contratado diretamente por Joel Malucelli, dono da rádio, sem o aval do departamento de jornalismo. A própria Ceccon, o diretor de jornalismo José Wille, o chefe de reportagem Marcos Tosi e o âncora Álvaro Borba se demitiram.

## Prêmios
Prêmio Vladimir Herzog
Prêmio Vladimir Herzog de Áudio
| Ano  | Obra | Veículo de comunicação   | Autor                                                                                               | Resultado |
| ---- | --- | ------------------------ | --------------------------------------------------------------------------------------------------- | --------- |
| 2018 | “Série de Reportagens Trans: o difícil caminho para a educação.” Equipe: Jonathan Dias Lima e Maria Eduarda Madu | João Pessoa PB           | Marcelo Henrique Andrade e equipe Rádio CBN                                                         | Venceu    |
| 2019 | "LGBTfobia: Medo de quê?"                                                                                        | Rádio CBN – São Paulo/SP | Gabriela Viana dos Santos Dayube, Lucas Soares, Claudio Antonio, Caroline Tamassia, Luiz Nascimento | Venceu    |

Prêmio Vladimir Herzog de Rádio
| Ano  | Obra               | Veículo de mídia        | Autor         | Resultado |
| ---- | ------------------ | ----------------------- | ------------- | --------- |
| 2014 | "História de Flor" | Rádio CBN – João Pessoa | Hebert Araújo | Venceu    |